# Магуреле (Мехединци)
За друга значења, погледајте Магуреле (вишезначна одредница)
Магуреле (рум. Măgurele) насеље је у Румунији у округу Мехединци у општини Пунгина. Oпштина се налази на надморској висини од 98 m.

## Становништво
Према подацима из 2013. године у насељу је живело 134 становника, од којих су сви румунске националности.